# クアクリン
クアクリン (タイ語：คั่วกลิ้ง、クアグリンとも表記される)は、タイ王国南部を発祥とするタイ料理で、辛味のあるドライカレーである。肉、およびタイ南部式のレッドカレーペーストを主たる材料とする。辛味のある汁を伴って作られる殆どのタイカレーとは異なり、クアクリンは直接肉に味付けをする。肉を乾煎りさせる際に、肉の脂分が落ちカレーペーストに絡む。